# イテミルス
イテミルス (Itemirus) は、白亜紀後期に現在のウズベキスタンに当たる地域に生息していた肉食恐竜である。全長は1.5〜2m。 竜盤目 -獣脚亜目に属する。属名は「イテミル（キジルクーム砂漠）のもの」を意味する。
頭骨しか発見されていないがドロマエオサウルス科やティラノサウルス科に見られる特徴を持っているコエルロサウルス類 。小型で俊敏なハンターと考えられている。ティラノサウルス科に属するといわれているが独自のイテミルス科を構成する可能性もある。